# Zelotechna
Zelotechna is een geslacht van vlinders van de familie sikkelmotten (Oecophoridae), uit de onderfamilie Oecophorinae.

## Soorten
- Z. callichroa (Meyrick, 1902)
- Z. falcifera (Meyrick, 1883)
- Z. hirax (Meyrick, 1883)
- Z. lithocosma (Meyrick, 1886)
- Z. psittacodes Turner, 1917
- Z. sigmastropha (Lower, 1898)